# Juegos móviles de Nintendo

Logotipo de Nintendo utilizado desde 2016

Nintendo, un fabricante y desarrollador japonés de videojuegos para consolas de juegos de sobremesa y portátiles, ha tradicionalmente enfocado sus juegos en aprovechar los elementos únicos de sus consolas. Sin embargo, el crecimiento del mercado de juegos móviles a principios de la década de 2010 resultó en varios trimestres fiscales consecutivos de pérdidas para la empresa. Bajo el liderazgo del presidente Satoru Iwata en ese momento, Nintendo desarrolló una estrategia para ingresar al mercado de juegos móviles en colaboración con su socio de desarrollo, DeNA. El objetivo era presentar sus franquicias a los jugadores móviles con la esperanza de que posteriormente adquirieran las consolas de Nintendo. Desde 2015, Nintendo ha desarrollado internamente una serie de juegos móviles y también ha publicado juegos en colaboración con otros desarrolladores, incluyendo aquellos fuera de la asociación inicial con DeNA. Varios de estos juegos han alcanzado la lista de los más descargados en las tiendas de aplicaciones de iOS y Google Play, generando más de US$100 millones en ingresos en total.

## Historia

### Antes de 2015
A principios de la década de 2010, Nintendo se centraba principalmente en su consola de sobremesa, la Wii, y su consola portátil, la Nintendo DS, junto con varios juegos internos de sus principales franquicias como Super Mario y The Legend of Zelda. Este enfoque comercial había funcionado para la empresa durante los últimos 30 años. Una característica distintiva de la estrategia de Nintendo en comparación con otras compañías de hardware de videojuegos era su enfoque único en el hardware que permitía elementos de juego innovadores, como el control remoto de Wii con sensor de movimiento y la naturaleza de doble pantalla de la línea DS. Nintendo también se destacaba por el hecho de que sus juegos propios estaban diseñados para aprovechar al máximo su hardware único, lo que significaba que una parte significativa de sus ingresos dependía del éxito de estos juegos.
Sin embargo, durante la década de 2010, también se observó un crecimiento significativo en los juegos móviles, impulsado por la amplia adopción de teléfonos inteligentes y tabletas. En 2012, se estimaba que el mercado de juegos móviles valía 9 mil millones de dólares estadounidenses, en comparación con el valor neto general de la industria de los videojuegos de 86,1 mil millones de dólares estadounidenses, y se esperaba que fuera el principal impulsor de crecimiento en el mercado de los videojuegos en los próximos años, según la firma de investigación Newzoo. Para el año 2016, los juegos móviles representaban 41 mil millones de dólares estadounidenses de los 91 mil millones de dólares estadounidenses del mercado mundial de videojuegos.
A medida que los juegos móviles crecían en popularidad, Nintendo enfrentaba críticas por no aventurarse en este ámbito, especialmente cuando la valoración de GungHo Online Entertainment, los editores del exitoso Puzzle & Dragons, superó a la de Nintendo en junio de 2013. Estas preocupaciones se vieron exacerbadas por las cifras de ventas más bajas de lo esperado para las sucesoras de las consolas de Nintendo, Wii U y Nintendo 3DS, lo que resultó en una caída en el precio de las acciones de Nintendo. Durante el E3 2013, en una entrevista con The Wall Street Journal, el presidente de Nintendo, Satoru Iwata, discutió la posibilidad de ingresar al mercado móvil, pero optó por mantener a Nintendo enfocada en ofrecer juegos atractivos que impulsaran las ventas de hardware, manteniendo así su enfoque único. Iwata mencionó que aunque podrían haber obtenido ganancias rápidas al dirigirse al mercado móvil, "dentro de 20 años, podríamos mirar hacia atrás y pensar que nuestra decisión de no ofrecer juegos de Nintendo en teléfonos inteligentes fue la razón por la que la compañía sigue existiendo". Anteriormente, Iwata había afirmado que "Nintendo dejaría de ser Nintendo" si comenzaban a desarrollar juegos móviles. La compañía también se oponía a simplemente hacer que los juegos de sus principales franquicias estuvieran disponibles para dispositivos móviles, con el presidente de Nintendo of America, Reggie Fils-Aimé, expresando: "Cuando los consumidores quieren jugar a Mario, Zelda y Pokémon, tienen que comprar nuestro hardware para hacerlo. Y eso preserva nuestro modelo financiero general".
La única excepción que Nintendo hizo para los juegos móviles fue la concesión de licencias limitadas de sus propiedades, especialmente la propiedad Pokémon, a través de The Pokémon Company, a desarrolladores externos que crearon juegos para una variedad de plataformas. Algunos de estos títulos eran juegos desarrollados inicialmente para dispositivos no móviles y luego llevados a dispositivos móviles. Por ejemplo, Pokémon TCG Online fue lanzado inicialmente en 2011 para navegadores web y luego llevado a dispositivos móviles en 2014. Del mismo modo, Pokémon Shuffle fue lanzado inicialmente en Nintendo 3DS a principios de 2015 y luego llegó a dispositivos móviles ese mismo año. Además de Pokémon, Nintendo ha licenciado otras propiedades para su uso en juegos móviles. Por ejemplo, el juego móvil chino King of Glory (conocido como Arena of Valor en los mercados occidentales) ha utilizado personajes de Mario bajo licencia de Nintendo.

### 2015-presente
Después del cierre del año fiscal 2014, Satoru Iwata, Tatsumi Kimishima, Genyo Takeda y Shigeru Miyamoto diseñaron una nueva estrategia para que Nintendo volviera a ser rentable, que incluía acercarse al mercado móvil, crear nuevo hardware y "maximizar [su] propiedad intelectual". Esta estrategia marcó el comienzo de una nueva era para Nintendo. Una de las principales direcciones que tomaron fue el desarrollo de un nuevo hardware, que resultó en la creación de Nintendo Switch. La consola fue lanzada en marzo de 2017 y, aunque se promociona como una consola doméstica, tiene la capacidad de funcionar en varios modos similares a una consola portátil y una tableta. Este enfoque innovador permitió a Nintendo capturar tanto el mercado de consolas tradicionales como el mercado móvil en constante crecimiento, brindando a los jugadores una experiencia de juego versátil y única.

## Juegos
Nintendo, a través de su división de desarrollo interno, como la División de Planificación y Desarrollo de Entretenimiento, o sus estudios estrechamente afiliados, como Intelligent Systems, ha desarrollado al menos cinco aplicaciones móviles en asociación con DeNA, incluyendo Miitomo, Super Mario Run, Fire Emblem Heroes, Animal Crossing: Pocket Camp y Mario Kart Tour. Además de estos, otros juegos móviles desarrollados por Nintendo están fuera de esa asociación con DeNA.

### Miitomo(2016)
Miitomo fue la primera aplicación móvil desarrollada a través de la asociación entre Nintendo y DeNA, lanzada en marzo de 2016. Se trató de un juego de redes sociales en el que los jugadores interactuaban con sus avatares Mii virtuales y los de otros a través del servicio My Nintendo. El juego utilizaba una estructura freemium, lo que permitía a los jugadores usar dinero del mundo real para comprar moneda del juego (también se podía ganar a través de otras acciones en el juego), que luego se podía usar para comprar opciones de personalización para el Mii del jugador dentro del juego. Miitomo atrajo a más de 10 millones de descargas al mes de su lanzamiento, aunque el interés disminuyó en los meses siguientes. Nintendo finalizó el soporte para la aplicación en mayo de 2018.

### Super Mario Run(2016)
Super Mario Run se lanzó por primera vez en diciembre de 2016 para iOS y unos meses más tarde para Android. El juego es un tipo de corredor automático, donde el jugador guía a Mario y otros personajes a través de un recorrido para recolectar monedas, y solo requiere que el jugador controle el tiempo y la longitud del salto de Mario. A diferencia de la mayoría de los juegos móviles, Nintendo lanzó Super Mario Run como un título de compra única por 10 dólares estadounidenses, aunque ofrece una demostración limitada gratuita para permitir a los jugadores probar el juego. Nintendo había planeado beneficiarse de la venta de conversiones de la demostración al juego completo. Aunque el juego se descargó más de 200 millones de veces y encabezó las listas de las tiendas de aplicaciones, Nintendo afirmó que no habían alcanzado una tasa de conversión objetivo del 10% en todo el mundo, pero que aún estaban explorando este enfoque para títulos futuros. La firma de análisis Sensor Tower estimó que Super Mario Run tuvo alrededor de 56 millones de dólares en ingresos en su primer año.

### Fire Emblem Heroes(2017)
Fire Emblem Heroes se lanzó por primera vez en febrero de 2017 y fue desarrollado principalmente por Intelligent Systems. Este juego utiliza los mismos elementos tácticos del juego de rol de la serie Fire Emblem, donde los jugadores controlan un grupo de héroes para luchar contra los enemigos. A diferencia de Super Mario Run, Fire Emblem Heroes adoptó un modelo de juego gratuito más tradicional; los jugadores podían jugar tantas misiones como quisieran mientras su grupo aún tuviera resistencia, que se actualizaba con el tiempo o mediante compras en el juego para restaurar la resistencia y curar al grupo. Las compras dentro de la aplicación también podían utilizarse para adquirir nuevos héroes para el grupo del jugador.
Aunque el juego solo se descargó 10 millones de veces en abril de 2017, había recaudado 100 millones de dólares, aproximadamente diez veces más que Super Mario Run. En su primer año, generó casi 300 millones de dólares en ingresos, según Sensor Tower.

## Otras aplicaciones móviles

### Controles parentales de Nintendo Switch
El control parental de Nintendo Switch es una aplicación móvil complementaria para la consola Nintendo Switch. Aunque la consola en sí incluye configuraciones estándar de control parental, la aplicación introduce características adicionales como monitorear las actividades de juego de los usuarios infantiles, establecer límites de tiempo diarios y una función de suspensión manual del software. Los ajustes estándar de control parental también se pueden configurar a través de esta aplicación. Esto es posible a través de cuentas infantiles registradas en la cuenta Nintendo de los padres. La aplicación se lanzó junto con Nintendo Switch en marzo de 2017.

### Nintendo Switch en línea
Si bien Nintendo Switch ofrece varias funcionalidades en línea y de red, Nintendo decidió utilizar una aplicación móvil separada llamada Nintendo Switch Online para funciones como chat de voz en el juego, agregar amigos y gestionar el servicio de suscripción Switch Online para acceder a funciones más avanzadas. Según Reggie Fils-Aimé, querían utilizar una aplicación móvil para estas funciones para que los jugadores pudieran aprovechar sus dispositivos móviles existentes que ya están preparados para aspectos como el chat de voz y eliminar algunos de los problemas de latencia que los jugadores podrían encontrar si estuvieran jugando al Switch en modo portátil. La aplicación se lanzó en julio de 2017 en algunos países, coincidiendo con el lanzamiento de Splatoon 2. Posteriormente, en septiembre de 2018, se lanzó una versión completa de la aplicación.

### WeChat
Aunque Nintendo Switch se lanzó oficialmente en China continental en diciembre de 2019 en asociación con Tencent, las unidades Switch distribuidas oficialmente en China continental carecen de soporte para el sistema de inicio de sesión de la cuenta Nintendo, que es necesario para utilizar los controles parentales de Nintendo Switch y las aplicaciones móviles Switch Online disponibles en otros mercados. Sin embargo, Tencent reemplazó los servicios en línea de Nintendo con su propio sistema de inicio de sesión WeChat integrado en el software del sistema chino de Nintendo Switch. Como resultado, Tencent incorporó widgets adicionales, o "mini programas", a su aplicación móvil WeChat para proporcionar a los usuarios chinos de Nintendo Switch un método alternativo para funciones de soporte, como controles parentales remotos y soporte de pago eShop, así como funciones específicas del juego, como la capacidad de realizar un seguimiento de las estadísticas de juego de Ring Fit Adventure.

## Impacto comercial
Tras el lanzamiento de Pokémon Go, el valor de mercado de Nintendo aumentó en más de 17 mil millones de dólares estadounidenses, lo que destaca la importancia del sector de los juegos móviles para la empresa. Según los informes de la compañía, alrededor de 20 mil millones de yenes de sus ingresos en el año fiscal 2016 provinieron de juegos móviles, mientras que en los primeros seis meses del año fiscal 2017, se reportaron alrededor de 17.6 mil millones de yenes en ingresos. Aunque estas cifras no alcanzaron los ingresos esperados, Nintendo ha afirmado que sigue comprometido con su estrategia móvil para ayudar a los jugadores móviles a adquirir sus consolas y juegos.
Para finales de marzo de 2018, los juegos móviles de Nintendo habían generado más de 39.3 mil millones de yenes, un aumento del 172% con respecto a 2017. Tatsumi Kimishima, presidente de Nintendo en ese momento, comentó sobre estas cifras del año fiscal 2017 que "aún no hemos alcanzado un punto de beneficio satisfactorio, por lo que nuestro objetivo es ampliar aún más la escala de este negocio para convertirlo en uno de los pilares de los ingresos".